# Nino Vaccarella
Antonino Vaccarella, detto Nino o anche Ninni (Palermo, 4 marzo 1933 – Palermo, 23 settembre 2021), è stato un pilota automobilistico italiano su circuito e su strada.

## Biografia
Laureato in giurisprudenza, alla prematura morte del padre si dedica, con la sorella, alla conduzione dell'istituto scolastico privato, di proprietà della famiglia.
Si cimenta nelle prime corse locali a bordo della Fiat 1100 ereditata dal padre, con cui si piazza subito al quinto posto di classe nella corsa in salita Passo di Rigano-Bellolampo. Poi acquista una Lancia Aurelia 2500 con cui partecipa alle gare in salita delle stagioni 1957-58.
Nel 1959, dopo aver acquistato una Maserati, inizia a partecipare alla categoria "Sport 2000" ottenendo significativi risultati, tra cui la cronoscalata Monte Erice, che lo pongono all'attenzione del conte Giovanni Volpi, figlio di un noto personaggio politico e titolare d'una prestigiosa scuderia di automobili da competizione per gare in F1, Sport e Gran Turismo.
Successivamente, Vaccarella diventerà pilota ufficiale Ferrari, con cui otterrà il secondo posto insieme a Scarfiotti nella 12 ore di Sebring, la vittoria della 1000 km del Nürburgring (sempre con Scarfiotti) il 31 maggio 1964 e della 24 Ore di Le Mans (con Jean Guichet) il 20, 21 e 22 giugno dello stesso anno con la Ferrari 275 P e passerà poi all'Alfa Romeo.
In Formula 1 disputò quattro gran premi in tre diversi campionati: il GP d'Italia del 1961, 1962 e 1965 rispettivamente con le scuderie De Tomaso, Lotus e Ferrari, ed il GP di Germania del 1962 con la scuderia Porsche.

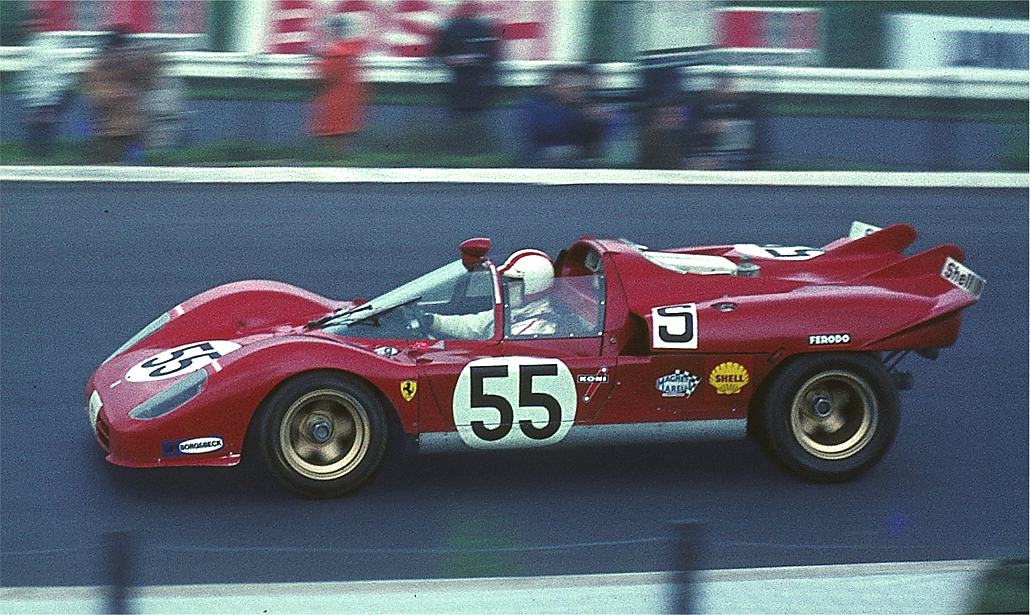
Vaccarella con la Ferrari 512 S alla 1000 km del Nürburgring nel 1970

Beniamino dei tifosi siciliani, partecipò con particolari impegno e frequenza alla Targa Florio che vinse nel 1965 in coppia con Lorenzo Bandini, (Ferrari 275 P), nel 1971 con Toine Hezemans (Alfa Romeo 33/3 Sport Prototipo) e nel 1975 con Arturo Merzario (Alfa Romeo 33TT12 spyder) nella sua ultima gara da pilota. Nelle edizioni del 1962 e 1970 conquistò il 3º posto ed in quella del 1963 venne squalificato da un inflessibile commissario di gara, in quanto sprovvisto della patente di guida che gli era stata ritirata, nel 1961, a causa di un incidente stradale occorsogli a Pescara.
L'importante palmarès di Vaccarella è costellato di molte vittorie in gare internazionali della categoria "Sport-prototipi", nella quale conquista, con la Ferrari, il titolo mondiale del 1964.
Nel 1970 ritorna alla Ferrari per guidare la 512S nel Campionato Mondiale Marche, vince la 12 ore di Sebring con Ignazio Giunti e Mario Andretti, giunge secondo alla 1000 Km di Monza con Giunti, terzo alla Targa Florio sempre con Giunti ed alla 1000 Km del Nurburgring con John Surtees e quarto alla 1000 Km di Spa ancora con Giunti. Sfortunata la partecipazione alla 24 ore di Le Mans dove, dopo avere registrato il secondo tempo in qualifica, si ritira dopo mezzora per rottura del motore.
Sempre a Le Mans l'anno successivo (1971) è protagonista di una grandissima prestazione al volante della Ferrari 512M della scuderia spagnola Montjuich, in coppia con il gentleman driver José María Juncadella. Nel corso della notte l'equipaggio italo-spagnolo riesce a sopravanzare le Porsche 917 ufficiali e portarsi al comando. La rottura della trasmissione portò la Ferrari "gialla" al ritiro quando aveva 1 giro di vantaggio sui vincitori Marko-Van Lennep.
Nel mondo delle corse è noto con il soprannome di "Preside Volante" dovuto alla sua attività di preside nella scuola privata di proprietà della famiglia, a Palermo. Celebre è un episodio che mostra tutta la difficoltà di far convivere gli impegni sportivi con il lavoro scolastico, verificatosi al termine della sua gara vittoriosa a Le Mans: Vaccarella, suo malgrado, si vide costretto a rifiutare di partecipare ai rituali festeggiamenti del vincitore per correre all'aeroporto di Orly e poter essere, l'indomani mattina, puntuale alle lezioni.

## Risultati

### Risultati in Formula 1
| 1961 | Scuderia             | Vettura      |  |  |  |  |  |  |     |  |  |  |  | Punti | Pos. |
| ---- | -------------------- | ------------ |  |  |  |  |  |  | --- |  |  |  |  | ----- | ---- |
| 1961 | Scuderia Serenissima | De Tomaso F1 |  |  |  |  |  |  | Rit |  |  |  |  | 0     |      |

| 1962 | Scuderia             | Vettura                             |  |    |  |  |  |    |   |  |  |  |  | Punti | Pos. |
| ---- | -------------------- | ----------------------------------- |  | -- |  |  |  | -- | - |  |  |  |  | ----- | ---- |
| 1962 | Scuderia Serenissima | Lotus 18/21, Porsche 718 e Lotus 24 |  | NQ |  |  |  | 15 | 9 |  |  |  |  | 0     |      |

| 1965 | Scuderia                   | Vettura     |  |  |  |  |  |  |  |    |  |  |  | Punti | Pos. |
| ---- | -------------------------- | ----------- |  |  |  |  |  |  |  | -- |  |  |  | ----- | ---- |
| 1965 | Scuderia Ferrari SpA SEFAC | Ferrari 158 |  |  |  |  |  |  |  | 12 |  |  |  | 0     |      |

| Legenda | 1º posto     | 2º posto | 3º posto    | A punti         | Senza punti/Non class.  | Grassetto – Pole position Corsivo – Giro più veloce |
| Legenda | Squalificato | Ritirato | Non partito | Non qualificato | Solo prove/Terzo pilota | Grassetto – Pole position Corsivo – Giro più veloce |

### Risultati completi alla 24 Ore di Le Mans
| Anno | Classe | N° | Gomme | Vettura                                   | Squadra                                              | Co-piloti           | Giri | Pos. Assol. | Pos. di Classe |
| ---- | ------ | -- | ----- | ----------------------------------------- | ---------------------------------------------------- | ------------------- | ---- | ----------- | -------------- |
| 1961 | S 3.0  | 9  | D     | Maserati Tipo 63 Maserati 3,0L V12        | Scuderia Serenissima                                 | Ludovico Scarfiotti | 53   | DNF         | DNF            |
| 1962 | GT 3.0 | 58 | D     | Ferrari 250 GTO Ferrari 3.0L V12          | Scuderia Serenissima                                 | Giorgio Scarlatti   | 172  | DNF         | DNF            |
| 1964 | P 5.0  | 20 | D     | Ferrari 275 P Ferrari 3.3L V12            | Ferrari                                              | Jean Guichet        | 349  | 1°          | 1°             |
| 1965 | P 5.0  | 18 | D     | Ferrari 365 P1/P2 Spyder Ferrari 4.4L V12 | North American Racing Team (NART)                    | P. Rodríguez        | 320  | 7°          | 4°             |
| 1966 | P 2.0  | 25 | G     | Ferrari Dino 206 S Ferrari 2.0L V6        | Scuderia San Marco North American Racing Team (NART) | Mario Casoni        | 7    | DNF         | DNF            |
| 1967 | P 5.0  | 20 | F     | Ferrari 330 P3 Spyder Ferrari 4.0L V12    | Ferrari                                              | Chris Amon          | 105  | DNF         | DNF            |
| 1968 | P 2.0  | 41 | D     | Alfa Romeo T33/2 Alfa Romeo 2.0L V8       | Autodelta                                            | Giancarlo Baghetti  | 150  | DNF         | DNF            |
| 1969 | P 3.0  | 32 | D     | Matra MS630 Matra 3.0L V12                | Matra                                                | Jean Guichet        | 359  | 5°          | 3°             |
| 1970 | S 5.0  | 6  | F     | Ferrari 512 S Ferrari 5.0L V8             | Ferrari                                              | Ignazio Giunti      | 7    | DNF         | DNF            |
| 1971 | S 5.0  | 15 | F     | Ferrari 512 M Ferrari 5.0L V12            | Escuderia Montjuich                                  | José Juncadella     |      | DNF         | DNF            |
| 1972 | S 3.0  | 18 | G     | Alfa Romeo 33TT3 Alfa Romeo 3.0L V8       | Autodelta                                            | Andrea de Adamich   | 307  | 4°          | 4°             |